# 向展邦
向展邦（1974年—），中國星主席向華強的姪兒，畢業於澳洲墨爾本蒙纳士大学，於2011年與弟弟向展威一同創立模特兒經理人公司M.SPY Model Agency，旗下模特兒包括羅彩玲、Mi55組合等等。

### 政治立場
向展邦亦有參與支持港版國安法的聯署。

## 外部連結
- M.SPY Model Agency 官方網頁